# Merxleben
Merxleben is een ortsteil van de Duitse gemeente Bad Langensalza in Thüringen. In 2011 had Merxleben 481 inwoners. Merxleben was een zelfstandige gemeente tot het in 1994 werd geannexeerd door Bad Langensalza.
Merxleben was in de Duitse Democratische Republiek bekend omdat hier in 1952 de eerste Landwirtschaftliche Produktionsgenossenschaft (LPG) was opgericht.
Aschara · Eckardtsleben · Großwelsbach · Grumbach · Illeben · Klettstedt · Merxleben · Nägelstedt · Thamsbrück · Ufhoven · Waldstedt · Wiegleben · Zimmern